# Emotionellt fokuserad terapi
Emotionellt fokuserad terapi (EFT) är en inriktning inom psykoterapin som kännetecknas framför allt av att fokus ligger på de emotionella band som finns mellan makar och familjemedlemmar. Metoden har hämtat inslag från ett flertal terapeutiska inriktningar men den har framför allt en tydlig förankring i Anknytningsteorin, på engelska "attachment theory".  Att känna trygg samhörighet med sin partner är något som lyfts fram som något som skapar personlig styrka och inte som något som är problematiskt. Till stöd för detta tas John Bowlby, anknytningsteorins förgrundsfigur, som talade om nyttigt beroende. I den terapeutiska grundvalen menar man att kärleken är mer än bara guldkant på tillvaron, den är ett grundläggande behov som främjar hälsa och välbefinnande. Terapin är av korttidskaraktär, med 8 till 20 sessioner, och strukturerad. Den vänder sig till såväl enskilda, som par och familjer.
Sue Johnson, en av skaparna av EFT, är också "Professor of Clinical Psychology at the University of Ottawa" och chef för "Ottawa Couple and Family Institute".[2]. Johnson beskriver i sin bok "Håll om mig", att hon vid framväxten av EFT upptäckte att när hon kunde uppmärksamma de grälande paren på det negativa samspelsmönster de fastnat i, hjälpte det dem att vända sig bort från sin förtvivlan på att partnern inte uppfyllde deras önskningar, och mer se sina grundläggande behov, som de själva och partnern hade.
Emotionellt fokuserad terapi utgår från att känslor i sig själva, har en naturligt inneboende adaptiv potential, som när de aktiveras kan hjälpa klienter att förändra problematiska tillstånd och oönskade upplevelser kring sig själva. Känslor i sig ingår inte i den terapeutiska processen, men människors svårigheter att hantera känslor och använda dem väl, ses som problemet . Känslor är kopplade till våra mest grundläggande behov. De gör oss snabbt påminda i situationer som är viktiga i vår dagliga framfart. De förbereder oss också och guidar oss i viktiga situationer så att vi kan handla för att tillfredsställa våra behov.
Klienter som genomgår EFT blir hjälpta till att bättre identifiera, uppleva, upptäcka, göra begripligt, transformera och flexibelt hantera sina känslomässiga upplevelser.

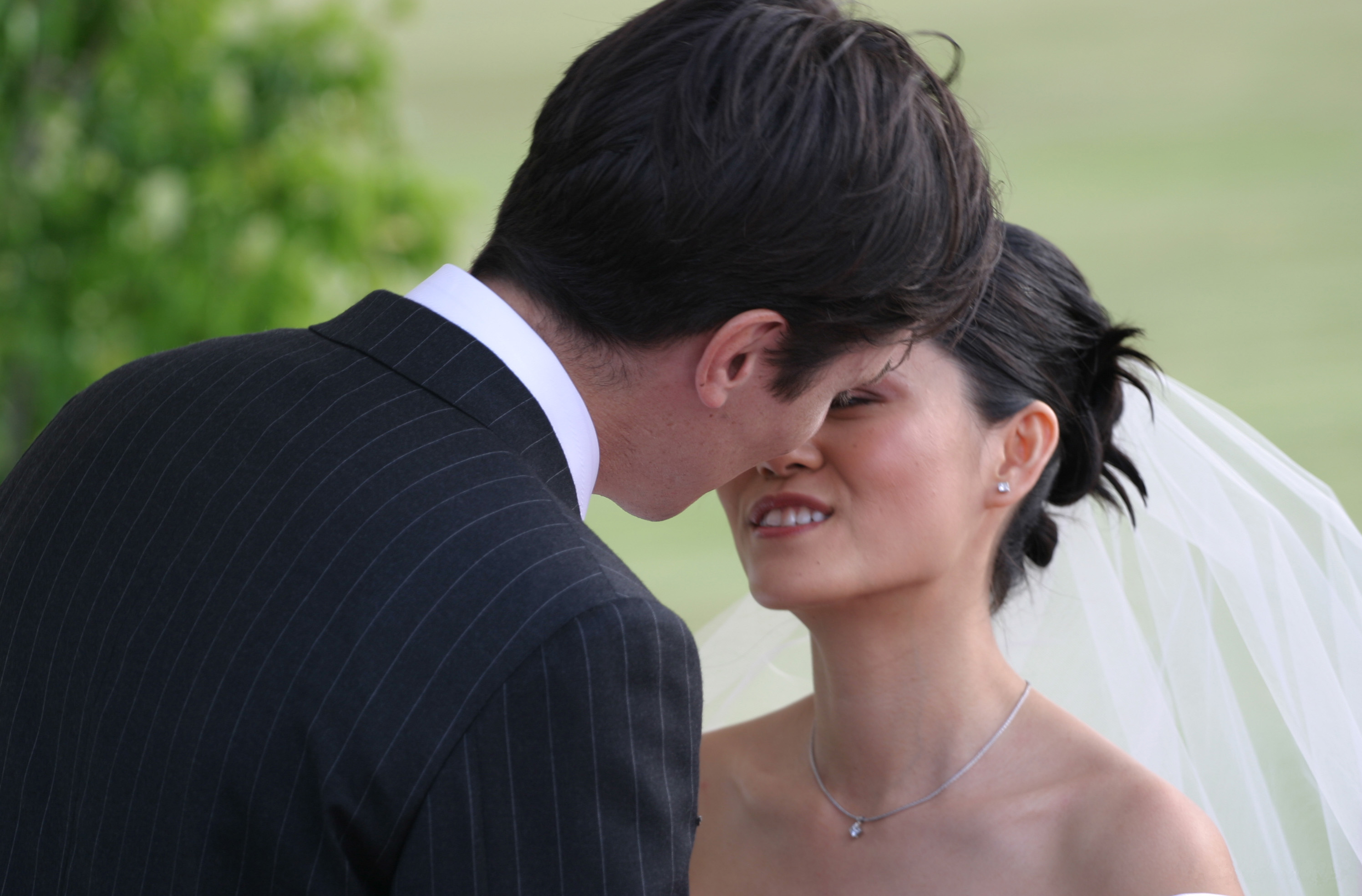

## Översikt
Sue Johnson menar i sin bok 'EFT with Trauma Survivors' att:

[A]ttachment theory...predicts that when attachment security is uncertain, a partner will pursue, fight, and even bully a spouse into responding to attachment cues, even if this has a negative general impact on the relationship (p. 179).

Översatt: "Anknytningsteorin förutsäger att när tryggheten i anknytningen är osäker, kan en part i en relation både förfölja, tyrannisera och till och med slå sin partner, även om detta har negativ påverka på relationen." 
Emotionellt fokuserad terapi (EFT) är en empiriskt stödd humanistisk terapiform som växt fram ur emotion theory och anknytningsteori. Den ser känslor som centralt viktiga i upplevelsen av självet, både som adaptivt och maladaptivt fungerande, och i terapeutisk förändring. Från ett EFT-perspektiv uppstår förändring med hjälp av medvetenhet, reglering, reflektion och transformering av känslor som pågår i kontexten av empatiskt en inställd relation. EFT arbetar med den grundläggande principen att människor först måste anlända till en plats innan de kan lämna den. Därför är ett viktigt mål i EFT att anlända till den levande upplevelsen av maladaptiv känsla (framför allt rädsla och skam) med inriktningen att transformera den. Transformationen kommer från att klienten får tillgång till ett nytt primärt adaptivt känslomässig tillstånd i sessionen.
Grundkänslor av anknytning och rädslor av anknytningsförlust uppstår djup inne i hjärnan. Ju djupare in i hjärnan man kommer desto mindre är den tillgänglig för medvetenhet om en vardagsrytm. Känslor är fysiologiska neuroendokrina responser på vilka vi reagerar, när de kommer till medvetande, men tankar och känslor kring dessa känslor. I EFT är syftet att skapa en ny relation av händelsekedja till handlingar, som en slags transformator, och därigenom förändra reaktiva känslor till positiva känslor av anknytning.
EFT för par utvecklades ursprungligen på 1980-talet av Sue Johnson och Les Greenberg. Då var Sue Johnson läkarstudent, nu är hon professor vid University of Ottawa. Hon fann att par med relationella svårigheter satt fast i en fruktansvärd dans som höll dem fast och gjorde dem oförmögna att lösa sina konflikter. Genom att använda John Bowlbys anknytningsteori utvecklades hon en behandling för att hjälpa dessa par. Hennes antagande var att de grundläggande anknytningsfrågorna låg bakom dessa negativa cykler av interaktion.  Idag är EFT en av de mest empiriskt validerade typerna av parterapi . Det finns signifikant forskning på denna inriktning och man har funnit att 70-75 % av paren förflyttar sig "from distress to recovery", och att 90 % visar signifikant förbättring. Dessa resultat verkar vara mindre känsliga för återfall än andra inriktningar . EFT är därmed väl kvalificerad som en evidensbaserad behandlingsform.
På senare tid har EMT också börjat användas med familjer. "Emotionally Focused Family Therapy (EFFT)" har utvecklas från EFT och utnyttjar EFT-inriktningen med familjer, särskilt barn och föräldrar. EFFT-sessioner bedrivs antingen veckovis eller varannan vecka och antalet sessioner är ungefär 10-15. Syftet med EFFT är att reparera, sporra till och återställa anknytningsband mellan familjemedlemmar. Det är viktigt, på grund av sin emotionella intensitet, att EFFT inte rekommenderas till alla familjer..

## Grundläggande principer
1. Relationer är anknytningsband. Effektiv terapi behöver svara upp mot att trygga relationsbanden, mottagligheten och tillgängligheten hos vardera partner.
2. Förändring involverar en ny erfarenhet av självet, ny erfarenhet av den andre och nya situationer som uppstår i relationen.
3. Rigida interaktionsmönster skapar och speglar absorberar känslomässiga tillstånd. Det är systemiskt.
4. Känslan är målet och agenten för förändring.
5. Terapeuten är en processkonsult.
6. Paret ses som att de hanterar sin situation så optimalt de kan utifrån de förutsättningar de har för närvarande. Det innebär icke-patologiserande. Paret är inte sjuka eller utan talang, de har bara fastnat i ett vanemässigt sätt att hantera känslor.
Ett antagande i EFT är att känslor gör det förflutna levande. Det förflutna bekräftar nuets rädslor, blockeringar och sätt att relatera till andra, vilket ger bränsle till konflikter. Om det ska kunna bli en varaktig förändring, behöver känslorna engageras och aktiveras i skapandet av nya relationshändelser.
Ett annat antagande är att anknytning bibehålls genom upplevd respons och tillgänglighet och av känslomässig engagemang och kontakt. När detta är osäkert, blir anknytningen otrygg och då följs den av protester, klängighet, depression eller förtvivlan och tillbakadragenhet. Detta blir låsningar till rigida mönster eller negativa interaktionscykler tills det underliggande behovet av trygg anknytning uppmärksammat.
Interaktionen hos par som har svårigheter karaktäriseras av negativa cykler där, till exempel, den ena partnern driver på medan den andre drar sig undan. Terapeuten hjälper paren att gå igenom sina underliggande känslor som håller dem fast i dessa rigida positioner och negativa interaktionscykler.
Genom att använda idén att transformera en känsla till en annan känsla, guidar EFT-terapeuten varje partner till att uttrycka känslor som drar åt delaktighet och samband. EFT befrämjar tröst och lindring och hjälper klienter att hantera outtalade och därmed ej mötta anknytningsbehov.
Känsloreglering är involverad i tre huvudsakliga motivationssystem som är centrala i parterapi – anknytningsmönster, identitet eller inre arbetsmodeller av självet och av andra, och attraktion. Dessa utvecklas här under.

## Styrkor hos EFT
1. EFT är uttalat inriktad på att vara till hjälp vid äktenskapliga kriser och svårigheter i kärleksrelationer. Denna inriktning har stöd av empiriska undersökningar när det gäller äktenskapskriser och frågor kring vuxenanknytning.
2. EFT är samarbetsinriktad och respektfull mot klienten i kombination med upplevelsebaserade rogerianska (Carl Rogers) tekniker med strukturella systemiska interventioner.
3. Förändringsstrategier och interventioner specificeras.
4. Nyckelhändelser i förändringsprocessen delas in i nio steg och tre förändringstillfällen.
5. EFT har blivit validerat i över 20 år av empiriska undersökningar. Det finns också forskning på förändringsprocessen och prediktorer för lyckade resultat.
6. EFT har tillämpats på många olika typer av problem och populationer.

## Stadier och Steg i EFT-processen
1. Stabilisering (bedömnings- och nedtrappningsfas)
Steg 1: Bedömning
Steg 2: Identifiering av negativa cykler och frågeställningar kring anknytningen
Steg 3: Bedömning av underliggande anknytningskänslor  
Steg 4: Problemet omdefinieras till cykler av anknytningsbehov och -rädslor, — Paret är inte längre offer för cykeln, de är nu allierade mot den.
- Under detta stadium skapar terapeuten en komfortabel och stabil omgivning för paret att kunna ha en öppen diskussion om varje tvivel som paret kan ha inför terapin, inkluderat trovärdigheten hos terapeuten.  Terapeuten får också en aning om parets positiva och negativa interaktioner från tidigare och i nuet och kan summera detta och presentera det negativa mönstret för dem.

2. Återskapa relationsbandet (förändringsfasen)
Steg 5: Nå implicita behov, rädslor, modeller av självet.
Steg 6: Främja acceptans hos varandra - expandera dansen.
Steg 7: Strukturera känslomässigt engagemang - uttrycka anknytningsbehov och önskningar.
- Detta stadium involveras omstrukturering och vidgande av den känslomässiga upplevelserna hos paret. Detta görs genom att paren lär sig känna igen sina anknytningsbehov, och därefter förändrar sin interaktion så att den bygger på dessa behov. Till att börja med kan detta nya sätt att interagera förefalla främmande och svårt att acceptera, men vartefter de blir mer medvetna och kan kontroller sina interaktioner blir de mer kapabla att stoppa gamla mönster från att återkomma.

3. Integration/Konsolidering
Steg 8: Nya positioner i cykeln/etablera en ny historia.
Steg 9: Nya lösningar för pragmatiska frågor.
- Fokuserar på reflektion av nya känslomässiga erfarenheter och själv-begrepp. Integrerar parets nya sätt att handskas med problem mellan dem och i sin relation. Det är anknytningsbandet skapat genom EFT- terapin, som är parets nyfunna styrka.[11].[12]

## Anknytningsstilar
Johnson & Sims  beskriver fyra anknytningsstilar.
1. Människor som är trygga och tillitsfulla i sig själva, ser sig som värda att älska och kapabla att känna tillit till andra och sig själva i en relation. De ger tydliga känslomässiga signaler, och är engagerade, kapabla och flexibla i otydliga relationer. Trygga partners uttrycker känslor och behov och tillåter att sin sårbarhet bli synlig.
2. Människor som har en försvagad förmåga att uttrycka känslor tenderar att inte tillkännage sitt behov av anknytning, och kämpar med att sätta ord på sina behov i en relation. De tenderar att skaffa sig en säker position och lösa problem lidelsefritt utan att förstå den effekt denna säkra distans har på deras partners.
3. Människor som psykologiskt sett är reaktiva och som visar ångestanknytning. De tenderar att fordra försäkring på ett aggressivt sätt, kräva sina partners anknytning och tenderar att använda klandrande strategier som inkluderar känslomässig utpressning i syfte att engagera sina partners.
4. Människor som blivit traumatiserade och som svänger mellan anknytning och fientlighet.